# Броненосни крайцери тип „Креси“
Креси (на английски: Cressy) са серия броненосни крайцери на Кралския военноморски флот, построени в края на XIX и началото на XX век. „Креси“ е разработен за противодействие на френските Броненосни крайцери тип „Монкалм“. Серията става родоначалник на новото поколение британски броненосни крайцери. В кралския флот се отнасят към крайцерите от 1-ви клас. Всичко от проекта са построени 6 единици: „Креси“ (на английски: HMS Cressy); „Сатли“ (на английски: HMS Sutlej); „Абукир“ (на английски: HMS Aboukir); „Хог“ (на английски: HMS Hogue); „Башанти“ (на английски: HMS Bacchante); „Юриалис“ (на английски: HMS Euryalis). Всички те вземат активно участие в Първата световна война.
Проектът получава развитие в крайцерите тип „Дрейк“.

## Конструкция
До 1898 г. британското Адмиралтейство се ограничава само до създаването на бронепалубни крайцери. Но след това, когато технологиите на „Круп“ правят възможно добавянето и на бордова броня, достатъчно здрава, за да издържи на попаданието на 6" стоманен снаряд, при съхраняване на предишните размери и водоизместимост, в Британия се връщат към класа на броненосния крайцер. Общата архитектура и силуета е повторение на бронепалубни крайцери тип „Диадем“.

### Корпус
Корабите са с дължина 143,9 m (472 фута), ширина 21,2 м (69 фута и 6 инча), проектно газене 7,92 m (26 фута) при нормална и 8,2 m (26 фута и 9 инча) при пълна водоизместимост.

### Силова установка
Две четири цилиндрови парни машини с тройно разширение, 30 парни котли, модел „Белвил“. Запаса на гориво е 1600 тона въглища. Проектната мощност на машините е 21 000 к.с.

### Брониране
70 метровият броневи пояс е от 152 mm дебела круповска броня. Висок е 4,5 метра, отпред и отзад се затваря с броневи траверси дебели 127 mm. Палубата е с броня дебела 25 mm, а от кърмовия траверс до края дебелината става 76 mm. Бронята на кулите е дебела 152 mm, а на казематите била от 127 до 51 mm. Бойната рубка е с броня от 305 mm.

### Въоръжение
То е аналогично на Бронепалубни крайцери тип „Паурфул“.
 Но новите 234 mm оръдия могат да се зареждат при всички възможни ъгли на насочване. Те са разположени в еднооръдейни кули на носа и кърмата. Максималният ъгъл на вертикална наводка е 15°, което означава далекобойност на 170 килограмовия снаряд до 14 200 m. Зареждането им е разделно. Средния калибър се състои от дванадесет 152 mm оръдия, модел Mk VII, които са разположени в каземат и по бордовете. Осем от тях са на главната палуба и могат да се използват само по време на щил. Те изстрелват 45,4 kg снаряди на 11 200 m. 76 mm оръдия са предназначени за борба с вражеските миноносци, последните четири са разположени на надстройката. 47 mm оръдия са предназначени за поддръжка на десанта. Корабите са въоръжени с два 18 дюймови (457 mm) подводни  торпедни апарата.
| Оръдие                            | 9,2"/46,7 Mark IХ   | 6"/45 Mark VII      |
| --------------------------------- | ------------------- | ------------------- |
| Начало на експлоатация            | 1900                | 1901                |
| Калибър, mm                       | 234                 | 152                 |
| Дължина на ствола, калибра        | 46,7                | 45                  |
| Скорострелност, изстрела в минута | 3 – 4               | 5 – 7               |
| Ъгли на наводка                   | -5°/+15°            | -7°/+15°            |
| Тип зареждане                     | картузно (разделно) | картузно (разделно) |
| Тегло на снаряда, kg              | 172,4               | 45,4                |
| Начална скорост, m/s              | 847                 | 784                 |
| Максимална далекобойност, m       | 14 170              | 13 350 (20°)        |

## Представители на проекта
1. „Креси“ е заложен на 12 октомври 1898, спуснат на вода на 4 декември 1899, влязъл в строй на 28 май 1901 година.
2. „Сатли“ е заложен на 15 август 1898, спуснат на вода на 11 ноември 1899, влязъл в строй на 6 май 1902 година.
3. „Абукир“ е заложен на 9 ноември 1898, спуснат на вода на 16 май 1900, влязъл в строй на 3 април 1902 година.
4. „Хог“ е заложен на 14 юли 1898, спуснат на вода на 13 август 1900, влязъл в строй на 19 ноември 1902 година.
5. „Башанти“ е заложен на 15 февруари 1899, спуснат на вода на 21 февруари 1901, влязъл в строй на 25 ноември 1902 година.
6. „Юриалис“ е заложен на 18 юли 1899, спуснат на вода на 20 май 1901, влязъл в строй на 5 януари 1904 година.

## История на службата
Към началото на Първата световна война те са морално и физически стари. Въпреки това от „Креси“, „Абукир“, „Хог“, „Башанти“ и „Юриалис“ е сформирана 7-а крайцерска ескадра, за командир на която е назначен контраадмирал Хенри Г. Кемпбъл. Заради възрастта на корабите, ниската им скорост и комплектовката с наборни екипажи тя е наречена „Ескадра на живата стръв“.
„Абукир“, „Креси“ и „Хог“ са потопени на 22 септември 1914 година от германската подводница U-9. От 2296 души екипаж на трите кораба загиват 62 офицера и 1397 матроса, главната заслуга в спасяването на 837 души (60 офицера и 777 матроса) има холандският параход „Флора“.
„Башанти“ и „Юриалис“ вземат участие в Дарданелската операция през 1915 година. Благополучно дослужват края на войната и са предадени за скрап в 1920 г.